# Заплетен случай (филм, 1959)
„Заплетен случай“ (на италиански: Un maledetto imbroglio) е италиански криминален филм от 1959 година на режисьора Пиетро Джерми с участието на известната италианска актриса Клаудия Кардинале. Създаден е по мотиви от романа на Карло Емилио Гада „Пренеприятна суматоха на Виа Мерулана“.

## Сюжет
Маскиран бандит прониква в апартамента на комендант Анзалони (Илдебрандо Сантафе), отмъква скъпоценности и изчезва, оставяйки Анзалони невредим. Инспектор Ингравало (Пиетро Джерми) се заема с разследването на случая и установява, че обирът е много подозрителен, защото крадецът прекалено бързо е открил къде са скрити скъпоценностите. Съседката Лилиана Бандучи (Елеонора Роси Драго) е наела домашна помощница на име Асунтина (Клаудия Кардинале). Нейния годеник Диомед (Нино Кастелнуово) се опитва да напусне сградата, когато вижда, че полицията разпитва Асунтина. Но Диомед има алиби.
На следващия ден братовчедът на Лилиана доктор Валдарена (Франко Фабрици) ѝ отива на посещение, но открива мъртвото ѝ тяло на пода на апартамента. Преди да се обади в полицията той скрива писмо, адресирано до него. По време на убийството съпругът на Лилиана Ремо (Клаудио Гора) се намира далече от Рим, но остава изненадан да чуе, че Лилиана е променила завещанието си само преди седмица.

## В ролите
| Изпълнител          | Роля                      |
| ------------------- | ------------------------- |
| Пиетро Джерми       | Инспектор Чичио Ингравало |
| Клаудия Кардинале   | Асунтина                  |
| Франко Фабрици      | Доктор Валдарена          |
| Кристина Гайони     | Вирджиния                 |
| Клаудио Гора        | Ремо Бандучи              |
| Елеонора Роси Драго | Лилиана Бандучи           |
| Саро Урдзи          | Детектив Саро             |
| Нино Кастелнуово    | Диомед                    |
| Илдебрандо Сантафе  | Комендант Анзалони        |
| Пепино Де Мартино   | Доктор Фуми               |
| Сила Бетини         | Оресте                    |

## Награди и номинации
- Награда за най-добра режисура на Пиетро Джерми от Международния кинофестивал в Мар дел Плата, Аржентина през 1960 година.
- „Сребърна лента на Асоциацията на киножурналистите в Италия“ за най-добър сценарий на Алфредо Джианети, Енио Де Кончини и Пиетро Джерми от 1960 година.
- „Сребърна лента на Асоциацията на киножурналистите в Италия“ за най-добра второстепенна роля на Клаудио Гора от 1960 година.
- „Златен глобус“ за най-добър филм в Италия през 1960 година.
- Награда „Сант Жорди“ за най-добър чуждестранен актьор на Пиетро Джерми от 1962 година.
- Номинация за „Сребърна лента на Асоциацията на киножурналистите в Италия“ за най-добра режисура на Пиетро Джерми от 1960 година.
- Номинация за „Сребърна лента на Асоциацията на киножурналистите в Италия“ за най-добра музика на Карло Рустикели от 1960 година.[2]